# 新街镇 (随县)
新街镇，是中华人民共和国湖北省随州市随县下辖的一个乡镇级行政单位。

## 行政区划
新街镇下辖以下地区：
新街社区、苏家湾村、姜家湾村、水寨子村、王家寺村、红石桥村、凤凰寨村、刘家岗村、姚庙村、蒯家寨村、胡堂村、梓树湾村、河源店村、墩子湾村、金鸡山村和联合村。